# La Tuca
|  | Per a altres significats, vegeu «Tuca». |

La Tuca (Era Tüca en aranès) fou una estació d'esquí situada a la Vall d'Aran. Va obrir el 1974, i després de diverses etapes i problemes econòmics, va acabar tancant el 1989. També s'anomenà Tuca Betren, Tuca Mall Blanc (Tüca Malh Blanc en aranès), i Tuca Resort.
- Primera etapa: 1974-1976
- Segona etapa: 1976-1985
- Tercera etapa: 1986-1989

L'any 2009 es va aprovar definitivament la modificació de les Normes subsidiàries i complementàries de la Val d'Aran en l'anomenat sector Peu de Pistes, a Betren. Aquesta modificació preveia ampliar la superfície residencial i d'equipaments del nucli de Betren, una operació, això no obstant, condicionada a la reobertura de l'estació d'esquí de la Tuca, que restava tancada des del 1989. Es tractava, doncs, de vincular les expectatives urbanístiques a la garantia de les inversions necessàries per tornar a posar en marxa el complex d'esquí i impulsar, així, el desenvolupament econòmic de la zona. Per aquest motiu, la modificació de les Normes es va condicionar al fet que s'aprovés definitivament el Pla especial del domini esquiable, que hauria d'incloure la concessió administrativa de l'estació i les garanties econòmiques necessàries. Aquest pla, però, no s'ha arribat a tramitar i atès el temps transcorregut, El 8 de març de 2013 la Comissió territorial de la Val d'Aran va declarar caducat el projecte urbanístic de la Tuca.